# Непремостива близина
Five Feet Apart је амерички филм из 2019. године. То је романтична драма коју је режирао Џастин Балдони (ово је, уједно, и његов режисерски деби) и написали Мики Дотри и Тобијас Ајконис. Филм је инспирисан истинитом причом пара Далтона и Кејти Прагер, који су обоје патили од цистичне фиброзе. Хејли Лу Ричардсон и Кол Спраус глуме двоје младих пацијената који болују од цистичне фиброзе, који покушавају да се упознају и касније одрже везу, упркос томе што морају да држе одређено растојање једно од другог. Филм је објављен 15. марта 2019. године у Сједињеним Државама од стране CBS Films-а. Филм је добио помешане коментаре од критичара и зарадио преко 91 милион долара широм света.

## Радња
Стела Грант је девојка која има цистичну фиброзу и која активно користи друштвене мреже да би се носила са својом болешћу и живела нормалан живот. Упознаје још једног пацијента који има ЦФ, Вилијама „Вила" Њумана, који је у болници ради пробе лекова у покушају да се отараси бактеријске инфекције (лат. B. cepacia) коју има у плућима.
Пацијенти који имају ЦФ су строго држани на раздаљини од 6 стопа да би се смањио ризик од унакрсне инфекције, јер кад пацијент који има ЦФ дође у контакт са бактеријама друге особе која такође има ЦФ долази до велике опасности по пацијента, некад је исход и неизвестан. Стела је одлучна да поштује правила, и у почетку јој се не свиђа Вил, који воли да крши правила и ризикује. Стела примећује да се Вил не придржава својих третмана и терапија лекова и најзад га натера да се придржава терапије лековима.
Вил и Стела почињу полако да се заљубљују једно у друго и тајно одлазе на први састанак, и заврше код болничког базена, где се скину да би показали једно другоме ожиљке од прошлих операција. Следећег дана је Вилов рођендан и Стела му приреди изненађење, што је била вечера коју је припремио По, Стелин најбољи пријатељ, који такође болује од ЦФ.
Након неког времена, По умире и Стела жали што никад није могла да га загрли. Сломљеног срца, Стела схвата да живи свој живот престрого пратећи правила и убеђује Вила да напусти болницу са њом да би видела светла града. Ходајући, Стела од једном ухвати Вила за руку, плашећи Вила иако је имала рукавицу на руци. Стижу до залеђеног језера и клизају се по леду на површини. У међувремену је болници јављено да је доступна Трансплантација плућа за Стелу, која се не обазире на обавештења и узбуне о томе да би провела више времена са Вилом.
Када је Вил сазнао за ово, моли Стелу да се врате у болницу. Стела одбија, пре него што пропадне кроз лед. Вил успе да је извуче, али Стела не реагује. Упркос ризику инфекцији, Вил обавља реанимацију и Стела се буди. У болницу су враћени амбулантним колима. Иако оклева, Стела пристаје на трансплантацију након што је Вил наговори да уради то због њега. Трансплантација је успешна и Вил сазнаје да се Стела није заразила његовом инфекцијом.
Када се Стела пробуди из анестезије, види Вила кроз прозор своје собе. Наместио је разне лампе и лампице испред њене собе, говорећи да му је највећа жалост то што Стела није видела светла града, па их је зато он донео њој. Говори јој да пробно лечење не успева, и да не жели да се она суочи са његовом извесном смрћу. Признајући јој љубав, тера је да затвори очи, јер неће моћи да оде док год она буде гледала у њега. Стела затвара очи и Вил одлази.

## Улоге
| Глумац                   | Улога               |
| ------------------------ | ------------------- |
| Хејли Лу Ричардсон       | Стела Грант         |
| Кол Спраус               | Вилијам „Вил" Њуман |
| Мојзес Аријас            | По Рамирез          |
| Кимберли Хејберт Грегори | сестра Барбара      |
| Парминдер Награ          | Др Хамид            |
| Клер Форлани             | Мередит Њуман       |
| Емили Балдони            | сестра Џули         |
| Синтија Еванс            | Ерин Грант          |
| Гари Викс                | Том Грант           |
| Софија Бернард           | Еби Грант           |
| Сесилија Лил             | Камила              |

## Продукција
У јануару 2017, Тобијас Јаконис и Мики Дотри су продали сценарио без наслова CBS Films-у да га Џастин Балдони продуцира и режира.
Балдони се сусрео са ЦФ када је режирао документарац My Last Days (енг. Моји последњи дани). Упознао је јутјуберку Клер Вајнленд и накнадно је запослио као консултанта за филм, пре него што је преминула због компликација ЦФ.
У јануару 2018, Кол Спраус је изабран да глуми у филму, који је назван Five Feet Apart. У априлу 2018, Хејли Лу Ричардсон је такође изабрана да глуми у филму, и Мојзес Аријас је добио споредну улогу. Снимање је почело 25. маја 2018. у Њу Орлеансу у Луизијани, и завршено је месец дана касније, 26. јуна 2018. године.
Филм је добио назив по правилу шест стопа ( правило 2 метра), правилу по ком се пацијенти који болују од ЦФ не смеју приближити једно другом више од 2 метра да би се смањио ризик од инфекције.
Истоимена новелизација Рејчел Липинкот је објављена у новембру 2018. године.

## Дистрибуција
Филм је издат 15. марта 2019. године, од стране CBS Films-а и Lionsgate-а. Студио је потрошио 12 милиона долара на рекламирање филма.